# Aleksandr Tatarincew
Aleksandr Władimirowicz Tatarincew, ros. Александр Владимирович Татаринцев (ur. 13 marca 1990 w Stawropolu) – rosyjski piłkarz ręczny, rozgrywający.
Do 2012 występował w rosyjskim Dinamie Wiktor. W latach 2012–2014 był graczem hiszpańskiego Ademar León. W sezonie 2012/2013 rozegrał w lidze ASOBAL 11 meczów i zdobył 39 goli, natomiast w sezonie 2013/2014 wystąpił w 30 spotkaniach, w których rzucił 111 bramek. W barwach Ademar León zdobył również jednego gola w Lidze Mistrzów i 14 w Pucharze EHF. W latach 2014–2016 był zawodnikiem Górnika Zabrze, w którym w ciągu dwóch sezonów zdobył 173 gole w Superlidze. W 2016 przeszedł do szwedzkiego IFK Kristianstad, w którym nie wywalczył silnej pozycji, dlatego też pod koniec stycznia 2017 powrócił do Górnika Zabrze. W drugiej części sezonu 2016/2017 rozegrał 18 spotkań i rzucił 69 bramek. W sezonie 2017/2018 wystąpił w 27 meczach, w których zdobył 88 goli.
Reprezentant Rosji, znalazł się m.in. w szerokiej kadrze na mistrzostwa świata w Katarze (2015).

## Statystyki w Superlidze
| Górnik Zabrze                   | 2014/2015 | 27 | 84  | 3,1 |
| Górnik Zabrze                   | 2015/2016 | 26 | 89  | 3,4 |
| Górnik Zabrze                   | 2016/2017 | 18 | 69  | 3,8 |
| Górnik Zabrze                   | 2017/2018 | 27 | 88  | 3,3 |
| Razem                           | Razem     | 98 | 330 | 3,4 |
| Stan na koniec sezonu 2017/2018 |           |    |     |     |